# Tijjani Muhammad Bande

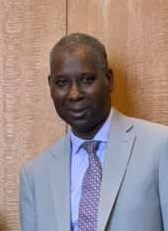
Tijjani Muhammad Bande (2019)

Tijjani Muhammad Bande (* 7. Dezember 1957) ist ein nigerianischer Politikwissenschaftler und Diplomat, der seit 2017 Ständiger Vertreter und Botschafter bei den Vereinten Nationen ist. Im September 2019 trat er das Amt des Präsidenten der Generalversammlung der Vereinten Nationen an.

## Leben
Bande begann nach dem Schulbesuch ein Studium der Politikwissenschaften an der Ahmadu Bello University in Zaria, das er mit einem Bachelor of Science (B.Sc. Political Science) abschloss. Ein anschließendes postgraduales Studium der Politikwissenschaften an der Boston University beendete er mit einem Master of Arts (M.A. Political Science). Danach erwarb er einen Doctor of Philosophy (Ph.D.) im Fach Politikwissenschaften an der University of Toronto.
2000 wurde Bande Generaldirektor des im marokkanischen Tanger ansässigen Afrikanischen Ausbildungs- und Forschungszentrums für Entwicklungsverwaltung und bekleidete diesen Posten bis 2004. Anschließend fungierte er zwischen 2004 und 2009 als Vizekanzler der Usmanu Danfodiyo University in Sokoto und erhielt aufgrund seiner dortigen Verdienste 2005 das Offizierskreuz des Orden der Bundesrepublik Nigeria. Daraufhin war er von 2010 bis 2016 Generaldirektor des National Institute of Policy and Strategic Studies (NIPSS) in Kuru.
2017 wurde Ayebare zum Ständigen Vertreter und Botschafter bei den Vereinten Nationen ernannt und übergab am 3. Mai 2017 sein Akkreditierungsschreiben an UN-Generalsekretär António Guterres.
Bande ist verheiratet und Vater von vier Kindern.

## Veröffentlichung
- The communitarian tradition in African political thought: a critique, 1988